# Katrina Hanse-Himarwa

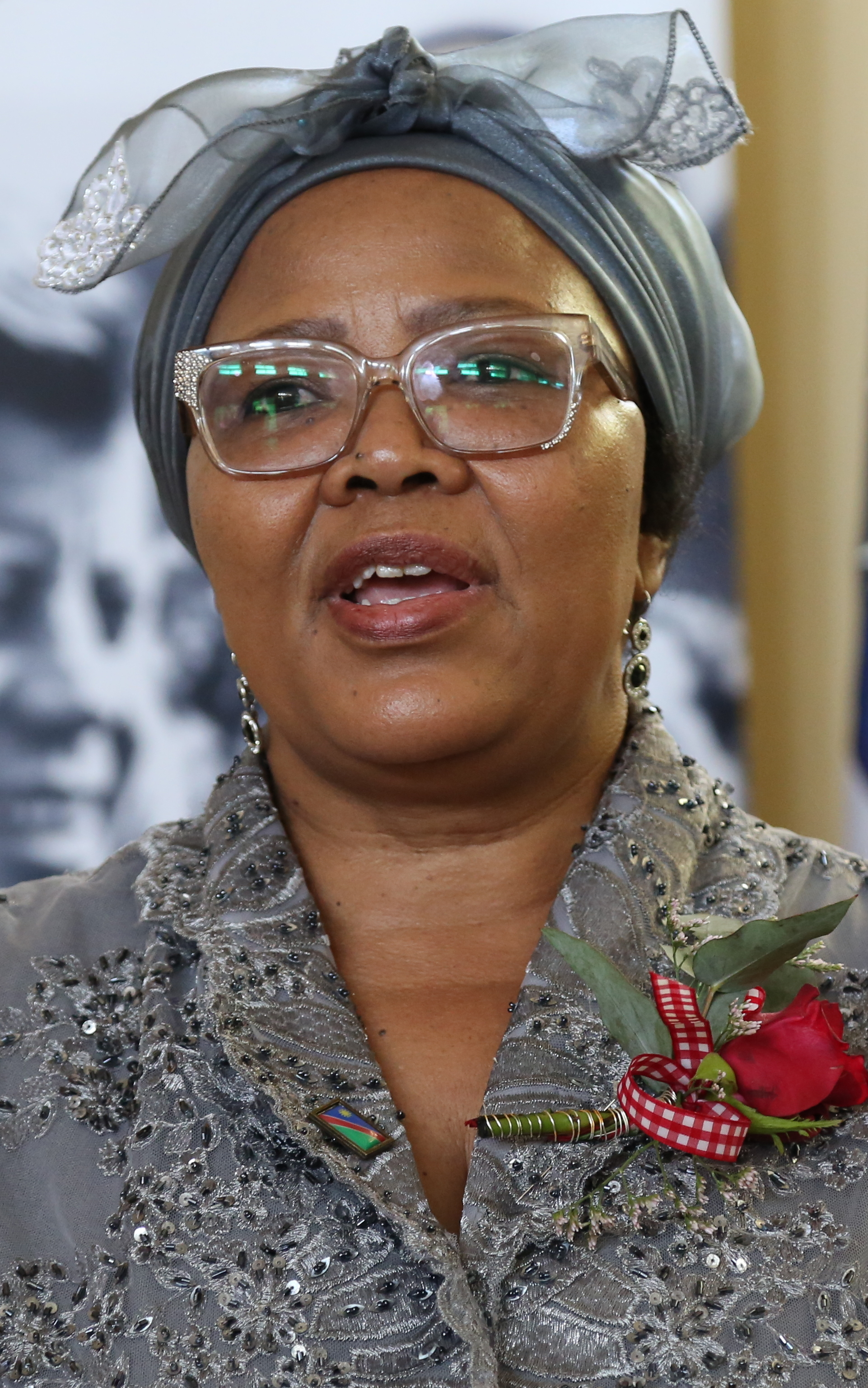
Hanse-Himarwa (2017)

Katrina Magdalena Hanse-Himarwa (* 22. Januar 1967 in Hoachanas, Südwestafrika; † 14. Juli 2024 in Windhoek) war eine namibische Politikerin der SWAPO. Sie  war im Kabinett Geingob I von 2015 bis zum 9. Juli 2019 Ministerin für Bildung, Kunst und Kultur. Zwischen 2004 und 2015 war sie Gouverneurin der Region Hardap.

## Leben
Hanse-Himarwa war von Beruf Lehrerin. Sie erwarb 1995 ein Grundschullehrerdiplom (BETD) und 1999 einen Bachelor in Bildungsmanagementtechnologie. Seit 1987 war sie als Lehrerin und Schulleiterin tätig.
Hanse-Himarwa erhielt 2014 mit dem Most Distinguished Order of Namibia eine der höchsten Auszeichnungen des Landes.
Anfang Juli 2019 wurde sie der Korruption, für Vergehen während ihrer Amtszeit als Regionalgouverneurin 2014, vom Obergericht schuldig gesprochen. Einen Tag später trat sie als Ministerin zurück. Sie wurde schlussendlich zu einer Geldstrafe von 50.000 Namibia-Dollar verurteilt.
Sie starb am 14. Juli 2024 im Alter von 57 Jahren nach längerer Krebserkrankung in einem Krankenhaus in Windhoek.